# Ibijau des Andes
Nyctibius maculosus
Espèce
Statut de conservation UICN

 LC  : Préoccupation mineure
L'Ibijau des Andes ou Ibijau andin (Nyctibius maculosus) est une espèce d'oiseaux de la famille des Nyctibiidae.

## Répartition
Cette espèce vit en Bolivie, en Colombie, en Équateur, au Pérou et au Venezuela.